# Raden
Raden of radèn (vaak afgekort tot R.) is een adellijke aanspreektitel die gevoerd wordt door afstammelingen van verschillende vorstenfamilies op Java, Madoera en Soenda. De titel werd onder andere gevoerd door het sultanaat Jogjakarta, het soenananaat Surakarta en op Kalimantan. 
De toevoegingen Mas en Ajeng hebben betrekking op respectievelijk mannelijke en vrouwelijke afstammelingen. 
De aanspreektitel wordt vaak voor (een deel van) de naam van een persoon aangezien.

## Varianten
| Variant                                  | Na huwelijk               | Betekenis                                                              |
| ---------------------------------------- | ------------------------- | ---------------------------------------------------------------------- |
| Gusti Raden Mas of Gusti Raden Ajeng     | -                         | zoon of dochter van de vorst.                                          |
| Bendara Raden Mas of Bendara Raden Ajeng | -                         | zoon of dochter van de vorst bij een concubine.                        |
| Raden Mas (afkorting RM)                 | Raden of Raden Tumenggung | Mannelijke nakomeling uit het tweede tot vierde (of zevende) geslacht. |
| Raden Ajeng                              | Raden Ayu                 | Vrouwelijke nakomeling uit het tweede tot vierde geslacht.             |
| Raden Bagus                              | Raden                     | Mannelijke nakomeling uit vijfde geslacht.                             |
| Raden Roro                               | Raden of Raden Nganten    | Vrouwelijke nakomeling uit vijfde geslacht.                            |
| Raden Ario of Raden Aria                 | -                         | Mannelijke of vrouwelijke nakomeling van Madoera.                      |
| Raden Panji (afkorting RP)               | -                         | variant op Oost-Java                                                   |